# Florian Weiss (Musiker)
Florian Weiss (* 1991 in Zürich) ist ein Schweizer Jazzmusiker (Posaune, Komposition).

## Leben und Wirken
Weiss begann im Alter von neun Jahren Posaune zu spielen. Nach dem Besuch des Gymnasiums in Zürich erlangte er 2010 die Matura mit Schwerpunkt Musik. Von 2012 bis 2015 studierte er an der Hochschule der Künste Bern im Jazzstudiengang bei Bernhard Bamert, Bert Joris und Frank Sikora. Sein anschließendes Masterstudium in Jazz Performance absolvierte er 2017 mit Auszeichnung an der Hochschule Luzern bei Nils Wogram, Andreas Tschopp und Markus Wüest. Im Rahmen seines Studiums nimmt er an Masterklassen bei Ray Anderson, Robin Eubanks, Ilja Reijngoud, Mark Turner, Alex Sipiagin und Lage Lund teil. Ein Aufenthalt zur musikalischen Weiterbildung in New York City schloss sich an.
2014 gründete Weiss das Quartett Woodoism mit Linus Amstad am Saxophon, Valentin von Fischer am Kontrabass und Philipp Leibundgut am Schlagzeug, für das er komponierte. 2017 erschien das Debütalbum der Band, die ausser in der Schweiz auch in Ungarn, Österreich, der Slowakei und Deutschland auf Tournee war. Mit dieser Band liess er 2019 das Album Refugium folgen. Mit dem Klarinettisten Philipp Hillebrand und dem Schlagzeuger Clemens Kuratle gründete er zudem 2015 das Trio La Môme, das sich zunächst der Musik von Édith Piaf widmete (Debütalbum 2017) und 2018 durch Russland tourte. Daneben ist Weiss in Clemens Kuratles Murmullo (gleichnamiges Album 2016), im Sextett von Tome Iliev (Sketches of Macedonia 2019), im Ensemble Fussyduck (Maybe That’s All We Get, 2022) oder dem Trio Baumgartner/Gurtner/Weiss tätig. Er ist auch auf Alben des Benjamin Knecht Jazz Orchestra, von VEIN (Vein Plays Ravel 2017), Šuma Čovjek und Michael Wertmüller zu hören.

## Preise und Auszeichnungen
Weiss gehörte 2014 zum DKSJ All Star Project um Thomas Mejer; im Folgejahr war sein Quartett Woodoism bei der DKSJ Best of Swiss Jazz Bachelors unterwegs. Mit Woodoism gewann er 2018 den ZKB Jazzpreis (und den Publikumspreis). Mit Fussyduck erhielt er 2019 den Förderpreis BeJazz Transnational.